# Korpijärvi (sjö i Finland, Norra Österbotten, lat 65,60, long 29,67)
Korpijärvi är en sjö i Finland. Den ligger i kommunen Kuusamo i landskapet Norra Österbotten, i den nordöstra delen av landet, 600 km norr om huvudstaden Helsingfors. Korpijärvi ligger 240,4 meter över havet. Arean är 97,2 hektar och strandlinjen är 8,48 kilometer lång. Sjön  ingår i Kems huvudavrinningsområde. 